# Belfast West (circonscription du Parlement britannique)
Pour les articles homonymes, voir Belfast West.
Belfast West est une circonscription électorale britannique située en Irlande du Nord.